# São José de Piranhas
Pour les articles homonymes, voir São José.
São José de Piranhas est une ville brésilienne de l'ouest de l'État de la Paraíba.
Sa population était estimée à 18 062 habitants en 2006. La municipalité s'étend sur 677 km2.